# Henry Willson
Pour les articles homonymes, voir Willson.
Henry Leroy Willson (né le 31 juillet 1911 - mort le 2 novembre 1978) est un agent artistique hollywoodien qui joue un rôle important dans la popularisation des acteurs gays dans les années 1950. Il est connu pour ses clients jeunes et attrayants dont Rock Hudson, Tab Hunter, Chad Everett, Robert Wagner, Nick Adams, Guy Madison, Troy Donahue, Mike Connors, Rory Calhoun, John Saxon, Yale Summers (en), Clint Walker, Doug McClure, Dack Rambo, Ty Hardin et John Derek. Il a remarqué Rhonda Fleming, alors qu'elle se rendait au Beverly Hills High School (en), l'a porté à l'attention de David O. Selznick  et l'a aidé à devenir une vedette. Il a également joué un rôle déterminant dans l'avancement de la carrière de Lana Turner.

## Enfance et débuts
Willson est né dans une famille du show business à Lansdowne en Pennsylvanie. Son père, Horace, était vice-président de la Columbia Phonograph Company et a accédé à la présidence en 1922. Willson est entré en contact étroit avec de nombreux acteurs de Broadway, d'opéra, et de vaudeville. Will Rogers, Fanny Brice et Fred Stone comptaient parmi les amis de la famille après leur déménagement à Forest Hills, un quartier chic dans le Queens à New-York.
Inquiet de l'intérêt de son fils pour les claquettes, Willson inscrit Henry à Asheville School en Caroline du Nord, où il espère que les nombreux sports d'équipe et activités de week-end comme l'escalade ou la randonnée aurait une influence sur son fils. Il fréquente ensuite Wesleyan University à Middletown, passant le week-end à Manhattan, où il écrit des chroniques hebdomadaires de potins pour Variety.

## Les années Hollywood
En 1933, Willson se rend à Hollywood en bateau à vapeur via le canal de Panama. À bord, il noue des liens d'amitié avec l'épouse de Bing Crosby, Dixie Lee, qui le présente à l'élite hollywoodienne et lui confie un emploi à Photoplay où il publie un article qui a pour sujet le nouveau-né Gary Crosby. Il commence à écrire pour le Hollywood Reporter et le New Movie Magazine. Par la suite, il devient agent subalterne à la Joyce & Polimer Agency et déménage à Beverly Hills dans une maison achetée par son père. C'est un habitué des bars gay de Sunset Strip, où il courtise des jeunes hommes pour des raisons professionnelles et personnelles. L'un de ses premiers clients est Junior Durkin, dont la carrière a été interrompue à la suite de son décès dans un accident d'automobile, le 4 mai 1935.
Willson rejoint l'agence de Zeppo Marx, il y représente les nouveaux venus comme Marge Champion, Jon Hall et William T. Orr (en). En 1937, Judy Turner, élève de la Hollywood High School, qu'il avait renommée Lana Turner, lui est présentée. Elle est choisie pour jouer de petits rôles, avant de le présenter à Mervyn LeRoy de la Warner Brothers. En 1943, David O. Selznick engage Willson à la tête de la division des talents de son nouveau groupe Vanguard Pictures. Le premier film où il contribue à la distribution des rôles est le drame Depuis ton départ (1944), avec Claudette Colbert, Jennifer Jones et Shirley Temple. Il place Guy Madison, Craig Stevens et John Derek dans de petits rôles secondaires.
Willson ouvre sa propre agence de talents, contraignant fréquemment ses recrues à des relations sexuelles en échange de rôles dans des publicités et des films,. Dans son livre Screened Out : Playing Gay in Hollywood from Edison to Stonewall, Richard Barrios explique qu'Henry Willson avait « un talent singulier pour découvrir et renommer de jeunes acteurs dont l'attrait visuel transcendait leur manque d'aptitude. Sous sa tutelle, Robert Moseley est devenu Guy Madison, Orison Whipple Hungerford Jr. a été renommé Ty Hardin, Arthur Gelien a été remplacé par Tab Hunter et Roy Scherer est devenu Rock Hudson. L'aspect bellâtre de cette entreprise a si bien réussi et la sexualité de Willson était si largement reconnue que l'on supposait souvent, et souvent de manière inexacte, que tous ses clients étaient homosexuels ».
Suzanne Finstad confirme que « certains des acteurs de Willson étaient hétérosexuels, mais un nombre disproportionné d'entre eux étaient homosexuels, bisexuels ou 'avaient coopéré' avec Willson 'pour obtenir des contrats', selon la co-star de Natalie [Wood] Bobby Hyatt ». « Si un jeune et bel acteur avait Henry Willson comme agent, 'on supposait presque qu'il était gay, comme si c'était écrit sur son front', se souvient Ann Doran, l'une des rares clientes de Willson ».
Son client le plus important est Rock Hudson. Willson le transforme d'un jeune homme naïf, en un des hommes les plus populaires d'Hollywood. Willson paie de nouvelles dents à Hudson, impose des cours de diction afin d'obtenir une voix plus grave et lui change son nom. Les deux hommes font équipe professionnellement jusqu'en 1966. En 1955, Confidential (en) menace de révéler l'homosexualité de Rock Hudson. Pour empêcher la divulgation de ces informations, Willson raconte en échange les années de prison de Rory Calhoun et l'arrestation de Tab Hunter lors d'une soirée gay en 1950,. Sur l'insistance de son agent, Hudson épouse la secrétaire de Willson afin de mettre fin aux rumeurs et de conserver une image virile, mais le mariage est dissous après trois ans.

## Dernières années et mort
Dans ses dernières années, Willson lutte contre la toxicomanie, l'alcoolisme, la paranoïa et les problèmes de poids. Parce que sa propre homosexualité est devenue publique, beaucoup de ses clients, gays et hétérosexuels, se distancient de lui. En 1974, l'agent sans emploi et démuni s'installe à la Motion Picture & Television Country House and Hospital, où il reste jusqu'à sa mort. Il meurt le 2 novembre 1978 des suites d'une cirrhose du foie. N'ayant pas d'argent pour couvrir le coût d'une pierre tombale, il est enterré dans une tombe anonyme, au cimetière Valhalla Memorial Park, à North Hollywood, Californie.

## Postérité
En 2020, l'acteur américain Jim Parsons interprète une version fictionnelle d'Henry Willson dans la mini-série Hollywood, diffusée sur le service Netflix.